# Ipomoea atherstonei
Ipomoea atherstonei är en vindeväxtart som beskrevs av John Gilbert Baker. Ipomoea atherstonei ingår i släktet praktvindor, och familjen vindeväxter. Inga underarter finns listade i Catalogue of Life.